# Penares cortius
Penares cortius är en svampdjursart som beskrevs av de Laubenfels 1930. Penares cortius ingår i släktet Penares och familjen Ancorinidae. Utöver nominatformen finns också underarten P. c. orientalis.